# Iransk rial
Iransk rial eller iransk riyal (Ri - Irani rial) är den valuta som används i Iran i Asien. Valutakoden är IRR. 
Valutan infördes 1932 och ersatte den tidigare iranska qiran som infördes 1825. Till vardags användes ofta begreppet thomen. 1 toman = 10 rial.
På grund av sanktioner mot Iran finns i juli 2025 ingen officiell växlingskurs, men ett penningsöverföringsföretag anger att 1000 IRR motsvarar ungefär 0,23 SEK (23 öre).

## Användning
Valutan ges ut av Central Bank of the Islamic Republic of Iran / Bank Markazi Jomhouri Islami Iran - BMI som grundades 1927 och ersatte Imperial Bank of Persia grundad 1889, ombildades 1979 och har huvudkontoret i Teheran.

## Valörer
- Mynt: 50, 100, 250, 500, 1000 och 2000 Riyal
- Underenhet: används ej, tidigare dinar
- Sedlar: 100, 200, 500, 1000, 2000, 5000, 10.000, 20.000, 50.000, 100.000 och 500.000 IRR